# Mariam Jatún Molkara
Mariam Jatún Molkara (مریم خاتون ملک‌آرا en persa; Abkenar, 1950 – Teherán, 25 de marzo de 2012) fue una activista iraní por los derechos de los transexuales. Se convirtió en la primera mujer transexual de Irán al obtener una fatua del ayatolá Jomeini autorizando su cambio de sexo, marcando un precedente para la comunidad trans iraní.
En 2007 fundó la Asociación Iraní para la Protección de Pacientes con Disforia de Género (انجمن حمایت از بیماران مبتلا به اختلالات هویت جنسی ایران).